# Getulina (ort)
Getulina är en ort i Brasilien.   Den ligger i kommunen Getulina och delstaten São Paulo, i den södra delen av landet, 700 km söder om huvudstaden Brasília. Getulina ligger 484 meter över havet och antalet invånare är 10 777.
Terrängen runt Getulina är platt. Getulina är det största samhället i trakten.
Trakten runt Getulina består i huvudsak av gräsmarker. Runt Getulina är det ganska glesbefolkat, med 25 invånare per kvadratkilometer.